# Jean-Joseph de L'Espinasse
Jean Joseph Louis de L'Espinasse est un homme politique français né le 27 juillet 1742 à Toulouse (Haute-Garonne) et mort le 22 décembre 1831 au même lieu.

## Biographie
Capitaine du génie sous l'Ancien Régime, il est administrateur du district de Toulouse sous la Révolution. Député suppléant de la Haute-Garonne à la Convention, il est admis à siéger le 10 germinal an III. Il passe au Conseil des Cinq-Cents et siège au Corps législatif jusqu'en 1806.

## Sources
- « Jean-Joseph de L'Espinasse », dans Adolphe Robert et Gaston Cougny, Dictionnaire des parlementaires français, Edgar Bourloton, 1889-1891 [détail de l’édition]